# 윌리 데빌
윌리 데빌(Willy DeVille, 1950년 8월 25일 ~ 2009년 8월 6일)은 미국의 싱어송라이터이다.